# Тит Клодий Пупиен Пульхр Максим
Тит Клодий Пупиен Пульхр Максим (лат. Titus Clodius Pupienus Pulcher Maximus) (ок. 195 — после 224/226 или 235) — римский политик.
Тит Клодий был старшим сыном Пупиена, ставшего впоследствии императором, и Секстии Цетегиллы. Он занимал должность консула-суффекта в 224 или 226 году. Из надписи известно, что он был патроном города Тибура. Пульхр женился на Тинее, дочери Квинта Тинея Сацердота и Волузии Лаодики. Их сыном был Луций Клодий Тиней Пупиен Басс.